# Stenodema turanica
Stenodema turanica (лат.) — вид клопов-слепняков рода Stenodema из подсемейства Mirinae (Miridae).

## Распространение
Балканы, Кавказ (включая Дагестан и Закавказье), Турция, Ирак, Иран, Центральная Азия, Монголия и северо-западный Китай.

## Описание
Растительноядные клопы удлинённой формы. Длина 6,1—7,3 мм. От близких видов отличается следующими признаками: лоб, выступающий над основанием наличника; лабиум достигает середины тазика; задние бёдра отчётливо сужаются к вершине, без шипов, не увеличены, длина в 6—8 раз больше ширины; задние голени изогнуты базально; припухлость на проплевре изогнута; отношение длины I усикового сегмента к ширине головы у самца 1,0, у самки 0,9—1,0; отношение длины I усикового сегмента к длине пронотума 0,7—0,9 у самца, 0,7 у самки; усиковый сегмент I не расширен базально, волоски в основании такие же густые, как на других частях этого сегмента; волоски усикового сегмента I простые; отношение длины усикового сегмента II к ширине головы у самца 3,1—3,5; бороздка на задней части мезоплевр отсутствует; парные ямки между calli отсутствуют; волоски на заднем крае задней поверхности бедра гуще, чем на других частях бедра, короче половины ширины задней поверхности бедра.

## Таксономия
Вид был впервые описан финско-шведским энтомологом Odo Morannal Reuter (1850—1913) по материалам экспедиции русского географа и путешественника Алексея Павловича Федченко (1844—1873) в Центральную Азию. Первоначальное написание S. turanicum Reuter, 1904 было изменено на S. turanica из-за неверной первоначальной интерпретации женского рода термина Stenodema как слова среднего рода.